# Amherst (Ohio)
Amherst – miasto w Stanach Zjednoczonych, w hrabstwie Lorain, w stanie Ohio.
Liczba mieszkańców w 2000 roku wynosiła 11 797.

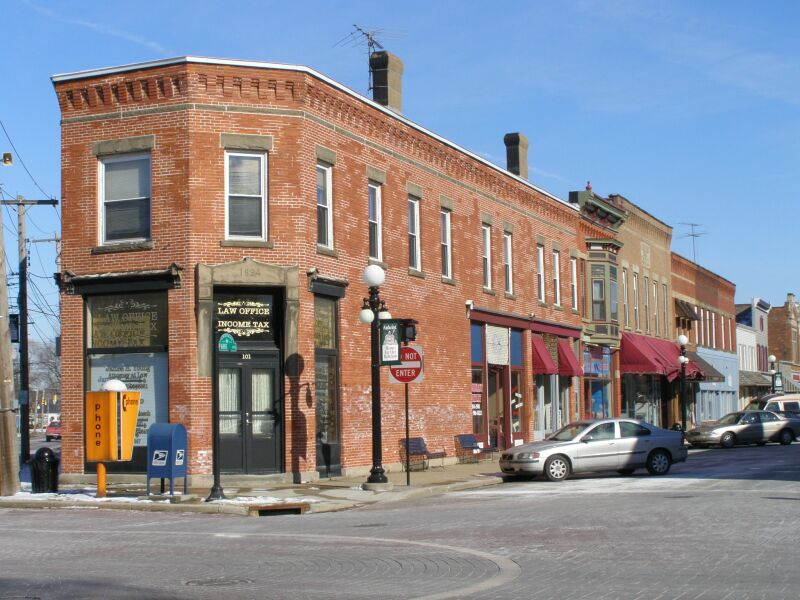
Główna ulica miasta
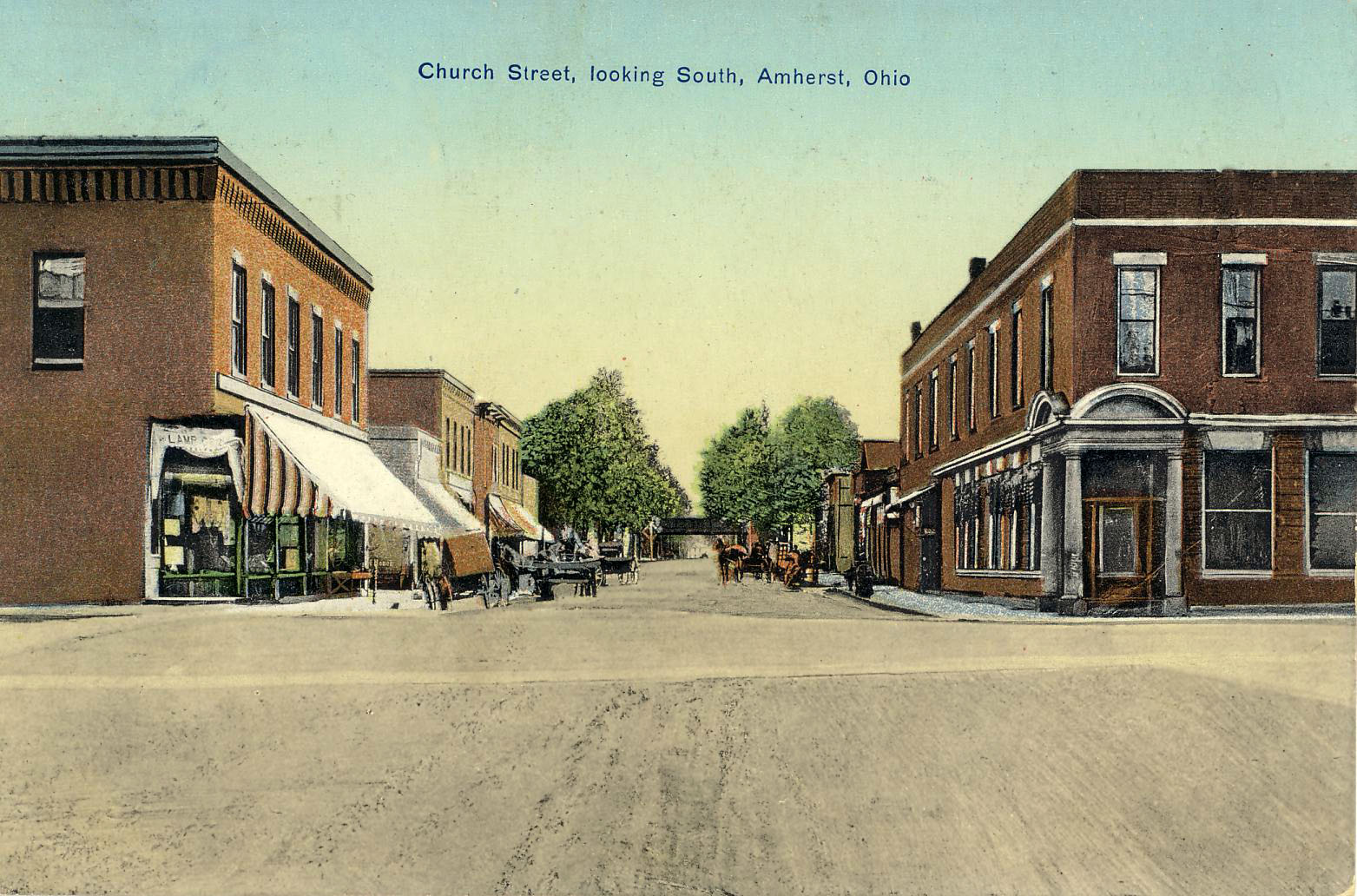
Pocztówka z widokiem na ulicę Church (2. dekada XX wieku)